# Xylotek
Et xylotek er en samling af træ. Xyloteker bruges typisk til at opbevare eksemplarer af forskellige træsorter, og mange lande har et xylotek, der dels kan vise de træsorter, der findes i det pågældende land, dels kan vise eksempler på træsorter fra resten af verden. Xylotekerne bruges dels til udstilling, dels som grundlag for forskning og uddannelse.
Det xylotek i verden, der har flest træprøver, er Samuel James Record ved Yale Universitet i USA, hvor man har omkring 60.000 prøver. Det kongelige Museum for Centralafrika i Tervuren i Belgien har næsten lige så mange med mindst 57.000 prøver.
| Botanik | Spire Denne botanikartikel er en spire som bør udbygges. Du er velkommen til at hjælpe Wikipedia ved at udvide den. |